# Viaggio a Lourdes
Viaggio a Lourdes è un libro del medico e scienziato francese Alexis Carrel, premio Nobel per la medicina nel 1912, pubblicato postumo in lingua originale nel 1949 e in italiano da Morcelliana.
Il libro contiene il resoconto del viaggio a Lourdes compiuto da Carrel nel 1903 come medico al seguito di un treno di ammalati. A Lourdes egli fu testimone oculare della guarigione inspiegabile di una giovane donna, Maria Bailly, malata terminale. Carrel, che era agnostico, a seguito di questo avvenimento si riavvicinò alla fede cattolica.
Completano il libro alcuni estratti dei diari di Carrel negli ultimi anni della sua vita, contenenti sue riflessioni filosofiche e sociali.

## Contenuto

### Il pellegrinaggio
Il resoconto del pellegrinaggio è scritto in terza persona, con i nomi omessi o cambiati; Carrel usa per sé stesso lo pseudonimo "Luigi Lerrac" (Carrel scritto al contrario) e per la giovane miracolata quello di "Maria Ferrand", mentre in realtà si chiamava Maria Bailly.

Carrel si era aggregato al pellegrinaggio su richiesta di un collega che lo aveva pregato di sostituirlo. L'allora trentenne medico francese aveva ricevuto un'educazione cattolica, ma aveva poi abbracciato convinzioni agnostiche. Diceva: 

Durante il viaggio di andata Carrel visitò alcuni degli ammalati a bordo del treno, e uno in particolare attirò la sua attenzione: una giovane donna, Maria Bailly, affetta da peritonite tubercolare all'ultimo stadio, col ventre fortemente rigonfio e rigido, in condizioni molto gravi. Carrel commentò con una punta di cupa ironia che sarebbe già stato un piccolo miracolo se la giovane fosse ritornata viva dal pellegrinaggio.
Giunto a Lourdes, Carrel iniziò a visitare il santuario e ad osservare ciò che accadeva; sul registro dei visitatori del centro medico trovò i nomi di diversi colleghi che non avevano mai raccontato a nessuno di essere stati a Lourdes o addirittura, parlando con lui, avevano finto di non saperne niente. Fin dal primo giorno gli furono riferiti dei presunti miracoli, ma Carrel li spiegò come casi di malattie psicosomatiche, scomparse naturalmente quando i malati si erano "convinti" di essere guariti.
Nel frattempo le condizioni di Maria Bailly si aggravarono ulteriormente, tanto che quando le suore vollero portarla alle piscine dove i malati vengono immersi nell'acqua della fonte del santuario, Carrel si dichiarò contrario, temendo che ella non sarebbe sopravvissuta neppure a quel brevissimo viaggio. Le suore però insistettero, osservando che la giovane sarebbe comunque morta in breve tempo e non aveva senso negarle ciò per cui aveva voluto venire a Lourdes.
Dopo la visita alle piscine la Bailly venne portata davanti alla grotta dell'Apparizione, dove si recò anche Carrel con il gruppo degli altri malati per assistere ad una funzione religiosa. Ad un certo punto, durante la funzione, Carrel guardando la donna credette di vedere un miglioramento delle sue condizioni; inizialmente pensò di essersi fatto lui stesso suggestionare dall'atmosfera del luogo, e ne prese nota sul suo taccuino. Ma poco dopo, continuando ad osservare, con sorpresa e sgomento vide il gonfiore del ventre di Maria Bailly scendere a vista d'occhio, fino a scomparire completamente nel giro di pochi minuti. Si avvicinò e le misurò il battito cardiaco, fino a poco prima molto accelerato, trovandolo calmo e regolare. La sera, ritornati in ospedale, Carrel ed altri suoi colleghi visitarono più approfonditamente la giovane, e non trovarono più alcuna traccia della malattia.

Scioccato, Carrel uscì dall'ospedale. L'onestà e il rigore scientifico lo obbligavano ad accettare la realtà di quanto era accaduto. In preda all'emozione e all'angoscia dopo aver vagato senza una meta precisa si ritrovò nel santuario e, di fronte all'immagine della Madonna di Lourdes, gli venne spontaneo rivolgersi a lei in preghiera:

### Frammenti di diario
I "Frammenti di diario" riportano riflessioni annotate dal 9 febbraio 1938 al 22 luglio 1944. I pensieri spaziano dalla scienza alla religione, con frequenti considerazioni sull'organizzazione sociale.

### Meditazioni
Le "Meditazioni" raccolgono pensieri essenzialmente di carattere religioso, scritti dal 1938 al 1940. Si chiudono con questa osservazione:

## Edizioni
- Alexis Carrel, Le voyage de Lourdes suivi de Fragments de Journal et de Méditations, Plon, Paris, 1949
- Alexis Carrel, Viaggio a Lourdes, Editrice Morcelliana, 1980, ISBN 9788837210656